# مات سكوت (لاعب اتحاد الرغبي)
مات سكوت (بالإنجليزية: Matt Scott)‏ هو لاعب اتحاد الرغبي بريطاني، ولد في 30 سبتمبر 1990 في دنفيرملين في المملكة المتحدة.

## وصلات خارجية
- مات سكوت على موقع دوري الرغبي الممتاز (الإنجليزية)
- مات سكوت عل موقع إسبنسكروم (الإنجليزية)
- مات سكوت على موقع ItsRugby.co.uk (الإنجليزية)